# Candy Girl
Candy Girl ist ein Lied von New Edition aus dem Jahr 1983, das von Maurice Starr und Michael Jonzun geschrieben wurde und auf dem gleichnamigen Album erschien.

## Geschichte
Nachdem Maurice Starr New Edition bei einer Talent-Show entdeckt hatte, schrieb er gemeinsam mit Michael Jonzun Candy Girl als Hommage an die Jackson Five, mit ein paar Ähnlichkeiten zu deren Song ABC aus dem Jahr 1970. Aufgrund stimmlicher Ähnlichkeiten mit Michael Jackson in jungen Jahren wurde Ralph Tresvant als Leadsänger eingesetzt, während Bobby Brown und Ricky Bell als Backgroundsänger zu hören sind. Die Veröffentlichung war am 24. Februar 1983.

## Musikvideo
Im Musikvideo singt die Band den R&B-Song in einer Großstadt, dann später bei einem Bahnhof und in einer Diskothek.

## Rezeption

### Chartplatzierungen
| ChartsChartplatzierungen       | Höchstplatzierung | Wochen |
| ------------------------------ | ----------------- | ------ |
| Deutschland (GfK)              | 22 (11 Wo.)       | 11     |
| Vereinigte Staaten (Billboard) | 46 (11 Wo.)       | 11     |
| Vereinigtes Königreich (OCC)   | 1 (13 Wo.)        | 13     |

| ChartsJahrescharts (1983)    | Platzierung |
| ---------------------------- | ----------- |
| Vereinigtes Königreich (OCC) | 33          |

### Auszeichnungen für Musikverkäufe
| Land/Region                  | Auszeichnungen für Musikverkäufe (Land/Region, Auszeichnung, Verkäufe) | Verkäufe |
| ---------------------------- | ---------------------------------------------------------------------- | -------- |
| Vereinigtes Königreich (BPI) | Silber                                                                 | 250.000  |
| Insgesamt                    | 1× Silber ·                                                            | 250.000  |

## Coverversionen
- 1998: Bobby Brown
- 2000: Arthur Baker